# Atkins (Wirginia)
Atkins – jednostka osadnicza w Stanach Zjednoczonych, w stanie Wirginia, w hrabstwie Smyth.